# Isle (rivier)
De Isle is een rivier in het zuiden van Frankrijk. Hij ontspringt nabij Janailhac, een plaatsje in de noordwestelijke uitlopers van het Centraal Massief, en mondt tussen Fronsac en Libourne in de Dordogne uit.
De rivier doorkruist drie departementen in de regio Nouvelle-Aquitaine:
- Haute-Vienne
- Dordogne
- Gironde

De belangrijkste zijrivieren zijn de Auvézère, de Vern, de Beauronne, de Crempse, de Duche en de Dronne.
Door de aanleg van 40 sluizen en kanalen parallel aan de kronkelende rivier in de jaren 1820-1830, werd het traject tussen de monding en Périgueux bevaarbaar gemaakt. In 1957 verloor de rivier echter haar status van bevaarbare waterloop (Voie navigable de France) en werden de sluizen niet langer bemand en onderhouden.
- Virtual International Authority File: 244642385